# Carex durangensis
Carex durangensis är en halvgräsart som beskrevs av Anton Albert Reznicek och Maria del Socorro González Elizondo. Carex durangensis ingår i släktet starrar, och familjen halvgräs. Inga underarter finns listade i Catalogue of Life.